# Andrea Schulze
Andrea Schulze (* 30. September 1988), auch bekannt unter ihrem Pseudonym Andrea Schrader, ist eine deutsche Phantastik-Autorin und Journalistin.

## Leben
Andrea Schulze wuchs in Einbeck auf, studierte in Oldenburg Sozialwissenschaften und volontierte anschließend bei der Leipziger Volkszeitung. Heute arbeitet sie als Content-Managerin. Sie lebt seit 2017 mit ihrem Mann und zwei Kindern in Lutherstadt Wittenberg.

## Werk
Schulze schreibt bereits seit ihrer Kindheit. Ihre Werke sind der Fantasy zuzuordnen und spielen teilweise in Sekundärwelten, teilweise in einer alternativen Version unserer Realität. Die Trilogie Die Boten des Schicksals wurde von der Offenbarung des Johannes inspiriert und greift mythologische Figuren wie Engel, Dämonen und die Reiter der Apokalypse auf.

## Publikationen
Romane
- Spür den Regen, Schruf & Stipetic, Berlin 2016. ISBN 9783944359199
- Die Boten des Schicksals I – Die Legende, Schruf & Stipetic, Berlin 2017. ISBN 9783944359328
- Die Boten des Schicksals II – Die Reiter, Schruf & Stipetic, Berlin 2020. ISBN 9783944359502
- Die Boten des Schicksals III – Das Buch, Schruf & Stipetic, Berlin 2021. ISBN 9783944359625